# Doronicum plantagineum subsp. tournefortii
Doronicum plantagineum subsp. tournefortii é uma subespécie de planta com flor pertencente à família Asteraceae. 
A autoridade científica da subespécie é (Rouy) Cout., tendo sido publicada em Fl. Portugal: 633. 1913.

## Portugal
Trata-se de uma subespécie presente no território português, nomeadamente em Portugal Continental.
Em termos de naturalidade é endémica da região atrás referida.

## Protecção
Encontra-se protegida por legislação portuguesa ou da Comunidade Europeia, nomeadamente pelo Anexo V da Directiva Habitats.